# Andrej Mironov
Andrej Aleksandrovitj Mironov (russisk: Андре́й Алекса́ндрович Миро́нов født 7. marts 1941, død 16. august 1987) var en sovjetisk og russisk teater- og filmskuespiller, der spillede hovedroller i nogle af de mest populære sovjetiske film, såsom Diamantarmen, Pas på bilen og 12 stuljev. Mironov var også en populær sanger.

## Opvækst
Mironov blev født i Moskva som søn af Maria Vladimirovna Mironova og Aleksandr Menaker. Begge forældre var kendte skuespillere og optrådte sammen som komikerduoen "Mironova and Menaker".

## Karriere
Mironov studerede på Vakhtangov Teaterskolen i begyndelsen af 1950'erne. Fra 1958 til 1962 studerede han skuespil ved Sjtjukin-skolen i Moskva. Fra 18. juni 1962 til 1987 var Mironov et permanent medlem af truppen ved Moskvas satireteater. I 1961 optrådte han i sin første film A esli eto ljubov? (da.: Hvad hvad det er kærlighed?) Den 18. december 1980 blev han tildelt titlen som Folkets kunstner i RSFSR.
Andrei Mironov blev kendt for sine roller i film instrueret af Eldar Ryazanov, Leonid Gaidai, Mark Zakharov og andre filminstruktører. Han havde et bredt komisk repertoire og spillede forskellige roller (f.eks. en sovjetisk bureaukrat, Figaro, en romantisk spion, et medlem af intelligentsiaen, en bedrager, en amerikansk filmpioner, en eventyrfortæller osv.).
På en turnéer i 1987 i Letland i 1987 mistede han bevidstheden på scenen, mens han spillede hovedrollen i Figaros ægteskab. De øvrige skuespiller gav ham hurtigt nitroglycerin, da de troede, at han havde et hjerteanfald. Medicinsk nitroglycerin gives til hjertepatienter, men kan forårsage livstruende komplikationer, når det gives til personer, der som Mironov var ramt af en apopleksi. Han blev kørt til et hospital, hvor han to dage senere blev erklæret død. Hans død skete kun elleve dage efter hans nære vens og hyppige medspiller Anatoli Papanovs bortgang.

## Privatliv
Mironovs forældre, Aleksandr Menaker og Maria Vladimirovna Mironova, var landsdækkende kendt som en komisk duo. Han blev gift to gange. Først med Jekaterina Gradova, med hvem han havde en datter, Maria Mironova, og herefter med Larisa Golubkina, en sangerinde og skuespillerinde, der er bedst kendt for sin rolle som husarjomfruen i Gusarskaja ballada. Maria Mironova og hans adopterede datter Maria Golubkina (fra hans ægteskab med Larisa) havde succesrige karrierer i russisk film.

## Eftermæle
En småplanet 3624 Mironov, opdaget af de sovjetiske astronomer Ljudmila Karatjkina og Ljudmila Sjuravleva i 1982, er opkaldt efter ham.

## Delvis filmografi
- A esli eto ljubov? (1961)
- Moj mladsjij brat (1962)
- Tre plus to (1963)
- Pas på bilen (1966)
- God kak zjizn (1966)
- Tainstvennaja stena (1967)
- Semejnoje stjastje (1969)
- Diamantarmen (1969)
- Dostojanije respubliki (1971)
- Solomennaja sjljapka (1974)
- Neverojatnyje prikljutjenija italjantsev v Rossii (1974)
- Nebesnyje lastotjki (1976)
- Goluboj sjjenok (1976)
- 12 stuljev (1976)
- Obyknovennoje tjudo (film fra 1978)
- Troje v lodke, ne stjitaja sobaki (1979)
- Budte moim muzjem (1982)
- Skazka stranstvij (1983)
- Blondinka za uglom (1984)
- Stariki-razbojniki (1984)
- Min ven Ivan Lapsjin (1985)
- Sledopyt (1987)
- Tjelovek s bulvara Kaputsinov (1987)